# Abdelhak Nouri
Abdelhak Nouri (Amszterdam, 1997. április 2. –) holland utánpótlás válogatott labdarúgó. 2014-ben a The Guardian nyilvánosságra hozott egy listát azokról akik az 1997-es korosztály legnagyobb ígéretei, a listán a 40 játékos között szerepelt.

## Pályafutása

### Jong Ajax
Az Ajax akadémiáján nevelkedett 2005-től, egészen 2015-ig. A 2014–15-ös szezon előtti felkészülési időszak alatt Donny van de Beek és Indy Groothuizen társaságában elutazhatott a katari edzőtáborba az első csapattal. Ezt követően rendszeresen látogatta a csapat edzéseit, majd 2018-ig meghosszabbította a szerződését.
2015. március 13-án debütált a második csapatban a VVV-Venlo elleni Eerste Divisie mérkőzésen, a 78. percben váltotta Danny Bakkert. Fél évvel később Václav Černývel együtt a klub 2020-ig hosszabbított velük. 2016 januárjában ismét az első csapattal edzőtáborozót, Belekben. Január 9-én a Hamburger SV elleni felkészülési mérkőzésen lépett első alkalommal pályára a felnőttek között, a 78. percben váltotta Amin Younest. Április 22-én az FC Volendam ellen megszerezte első gólját a tartalékok között. A 2016–17-es szezon végén a bajnokság legjobb játékosának választották meg és a bajnokságban ezüstérmesként zártak.

### Ajax
A 2016–17-es szezon előtti felkészülési időszakban az akkori első keret edzője, Peter Bosz felvitte csapathoz. Szeptember 21-én a kupában debütált a Willem II ellen a 73. percben cserélték be Hakím Zíjes helyére. Az 5–0-ra megnyert mérkőzésen a 89. percben beállította a végeredményt. Október 29-én a bajnokságban is debütált az SBV Excelsior ellen, a 70. percben váltotta Amin Younest. Egy hónappal később az Európa-ligában is bemutatkozott kezdőként a görög Panathinaikósz ellen, később döntőt játszottak a Manchester United ellen. A bajnokságban ezüstérmesként zártak.

### Válogatott
2012. április 17-én debütált a holland U15-ös labdarúgó-válogatottban a luxemburgi U15-ös labdarúgó-válogatott ellen 3–0-ra megnyert találkozón, amelyen 2 gólt szerzett. Két nappal a visszavágón egy gólt szerzett. 2013-ban két mérkőzésen az U16-osok közt is szerepelt, majd az U17-es válogatottban folytatta. A 2014-es U17-es labdarúgó-Európa-bajnokságra utazó keretbe is bekerült és a tornán a döntőig menetelő válogatottban két gólt szerzett. A csoport első mérkőzésén a török U17-es labdarúgó-válogatott ellen 3–2-re nyertek és a 69. percben ő maga szerzett gólt. A következő gólját az elődöntőben a Skótok ellen szerezte a 38. percben, a mérkőzést 5–0-ra nyerték meg. Még ebben az évben 2 mérkőzésen az U18-asok közt is bizonyíthatott. Az U19-esek között csapatkapitány is volt több alkalommal, valamint részt vett a 2016-os U19-es labdarúgó-Európa-bajnokságon.  A B csoport utolsó mérkőzésén a francia U19-es labdarúgó-válogatott ellen büntetőből volt eredményes, de így is 5–1-re kikaptak és a csoport harmadik helyén végeztek. A németek ellen játszhattak a 2017-es U20-as labdarúgó-világbajnokságra való kijutásért. Ezen a 3–3-as rendes játékidőn belül egy gólt szerzett, majd a hosszabbítást követő büntetőpárbajban hibázott és a németek jutottak ki a tornára. Az U20-as válogatottban 5 mérkőzésen lépett pályára, míg a holland U21-es labdarúgó-válogatottban egy alkalommal.

## Agykárosodása
2017. július 8-án a Werder Bremen elleni felkészülési mérkőzés 72. percében esett a földre, amit követően mentőhelikopterrel kórházba szállították. A kórházban újra kellett éleszteni, az állapota kritikus volt, azonban stabilizálták, így a játékos már túl volt az életveszélyen. A július 13-i vizsgálatok után azonban kiderült, hogy súlyos és maradandó agykárosodást szenvedett.
A klub rajongói zászlókkal, a játékos becenevét skandálva mutatták ki tiszteletüket Nouriék otthonánál, miközben a család éppen hazafelé tartott. Az Ajax első kerete is megjelent a család házánál. Kevin-Prince Boateng a spanyol élvonalbeli Las Palmas játékosa a Twitteren jelentette be, hogy a következő szezon minden mérkőzésén Nouri tiszteletére egyedi készítésű pólót fog felvenni a hivatalos mez alá. A hónap végén hivatalos közleményben tudatták, hogy továbbra is kórházi kezelésre szorul, de már nem az intenzív osztályon ápolják, és a saját erejéből lélegzik.

## Statisztika
2017. július 26.
| Klub             | Szezon           | Bajnokság        | Bajnokság | Bajnokság | Kupa     | Kupa  | Nemzetközi | Nemzetközi | Összesen | Összesen |
| Klub             | Szezon           | Bajnokság        | Mérkőzés  | Gólok     | Mérkőzés | Gólok | Mérkőzés   | Gólok      | Mérkőzés | Gólok    |
| ---------------- | ---------------- | ---------------- | --------- | --------- | -------- | ----- | ---------- | ---------- | -------- | -------- |
| Jong Ajax        | 2014–15          | Eerste Divisie   | 2         | 0         | —        | —     | —          | —          | 2        | 0        |
| Jong Ajax        | 2015–16          | Eerste Divisie   | 17        | 1         | —        | —     | —          | —          | 17       | 1        |
| Jong Ajax        | 2016–17          | Eerste Divisie   | 26        | 10        | —        | —     | —          | —          | 26       | 10       |
| Összesen         | Összesen         | Összesen         | 45        | 11        | 0        | 0     | 0          | 0          | 45       | 11       |
| Ajax             | 2016–17          | Eredivisie       | 9         | 0         | 3        | 1     | 3          | 0          | 15       | 1        |
| Összesen         | Összesen         | Összesen         | 9         | 0         | 3        | 1     | 3          | 0          | 15       | 1        |
| Karrier összesen | Karrier összesen | Karrier összesen | 54        | 11        | 3        | 1     | 3          | 0          | 60       | 12       |

## Sikerei, díjai

### Klub
- AFC Ajax
  - Eredivisie ezüstérmes : 2016–17
  - Európa-liga döntős: 2016–17
- Jong Ajax
  - Eerste Divisie ezüstérmes : 2016–17
- Ajax U19
  - Eredivisie U19 : 2014–15, 2015–16

### Válogatott
- Hollandia U17
  - U17-es labdarúgó-Európa-bajnokság döntős: 2014

### Egyéni
- Eerste Divisie – A szezon játékosa: 2016–17

## Külső hivatkozások
- Abdelhak Nouri adatlapja a Soccerway oldalon (angolul)
- Abdelhak Nouri adatlapja a Transfermarkt oldalán (angolul)